# Quần đảo Whitsunday
Quần đảo Whitsunday là tập hợp các đảo có kích cỡ khác nhau nằm ngoài khơi bờ biển trung tâm nằm ngoài khơi bờ biển Queensland của Úc, khoảng 900 kilômét (560 dặm) về phía bắc Brisbane. Nó được giới hạn từ ngoài khơi bờ biển Bowen ở phía bắc xuống đến Proserpine ở phía nam. Lớn nhất trong số này là đảo Whitsunday, trong khi trung tâm và cũng là nơi có dân cư đông nhất là đảo Hamilton. Những cư dân truyền thống của quần đảo này là người Ngaro và Gia (đều thuộc nhóm ngôn ngữ Birri Gubba).
Vào năm 2009, trong lễ kỷ niệm Q150 (kỷ niệm 150 năm Queenland tách khỏi New South Wales), Quần đảo Whitsunday đã được công bố là một trong những Biểu tượng Q150 của Queensland với vai trò là "Điểm tham quan tự nhiên".

## Tên
Thuật ngữ này là một cách gọi sai vì nó dựa trên ngày Thuyền trưởng Cook đặt tên cho lối đi Whitsunday hoặc trong đoạn nhật ký của ông trên tàu HMS Endeavour. Dựa trên ngày viết nhật ký của mình, ông tin rằng lối đi hàng hải này được phát hiện vào ngày Whit Sunday, chủ nhật của ngày Lễ Ngũ tuần, một ngày lễ của Kitô giáo sau Lễ Phục Sinh 7 tuần. Vì Đường đổi ngày quốc tế chưa được thiết lập nên ngày phát hiện ra hòn đảo thực tế phải là thứ Hai (Whit Monday).
Có một số tranh cãi về việc chính xác những hòn đảo nằm trong Quần đảo Whitsunday có tên không chính thức, đặc biệt là những hòn đảo ở cực nam và phía tây. Điều chắc chắn là chúng nằm trong chuỗi các đảo có tên là Cumberland được đặt bởi Thuyền trưởng Cook (nay chính thức là Quần đảo Cumberland), một phần các đảo và vùng biển xung quanh đã được biết đến hiện nay là Quần đảo Whitsunday.

## Mô tả
Quần đảo có tổng cộng 74 đảo và đảo nhỏ được phân thành 4 nhóm đảo:
- Nhóm đảo Whitsunday: Bao gồm các hòn đảo đáng chú ý nhất được đặt tên gồm Dent, Hamilton, Hayman, Hook và Whitsunday với Bãi biển Whitehaven dài 7 km chạy dọc theo đảo.
- Nhóm đảo Lindeman: Gồm nhiều đảo nhỏ, đáng chú ý nhất là Đảo Lindeman là trung tâm của Vườn quốc gia Quần đảo Lindeman
- Nhóm đảo Molle: Bao gồm đảo Daydream (trước đây là Tây Molle), Long và Nam Molle
- Nhóm đảo phía bắc: Bao gồm một số đảo như Armit, Gloucester và Saddleback.

Đây là một địa điểm du lịch nổi tiếng với du khách đến với Queenland và Rạn san hô Great Barrier, đồng thời là một trong những điểm du thuyền nổi tiếng nhất Nam bán cầu. Quần đảo đã đón khoảng 700.000 du khách trong khoảng thời gian từ tháng 3 năm 2008 đến tháng 3 năm 2009. Các hoạt động phổ biến tại quần đảo gồm chèo thuyền kayak, đi bộ, cắm trại. Thuê một du thuyền buồm là một cách phổ biến để khám phá các tuyến đường biển, bãi biển và vịnh nhỏ.

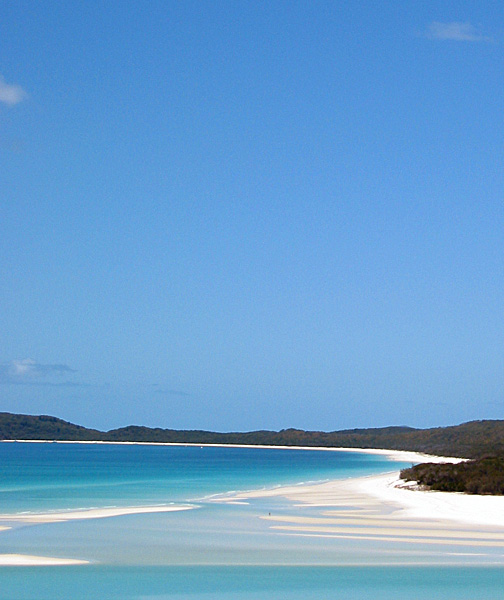
Bãi biển Whitehaven trên đảo Whitsunday
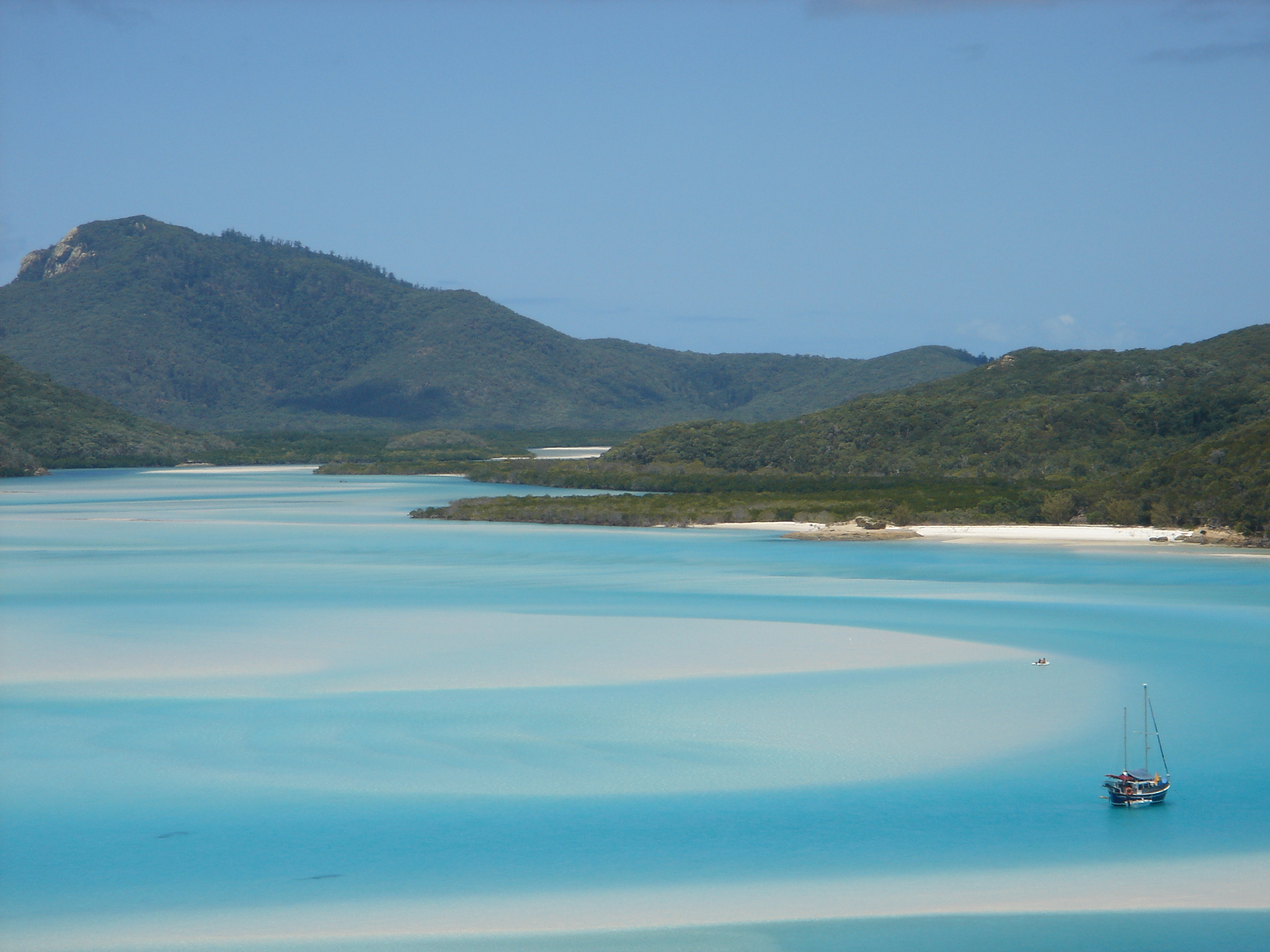
Đồi nội địa, phía bắc Bãi biển Whitehaven
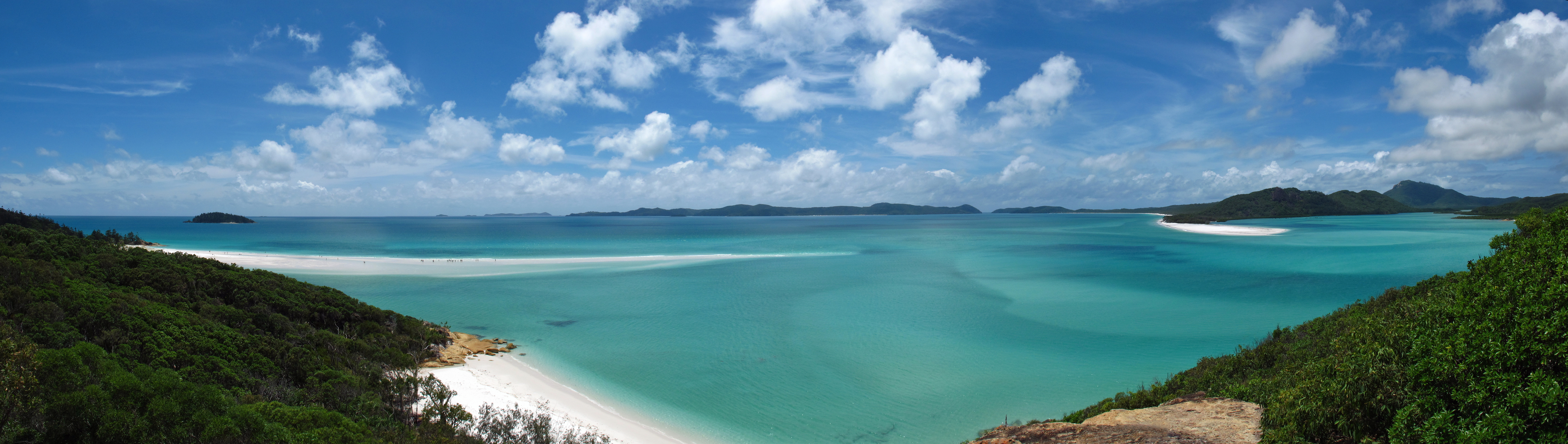
Toàn cảnh quần đảo Whitsunday
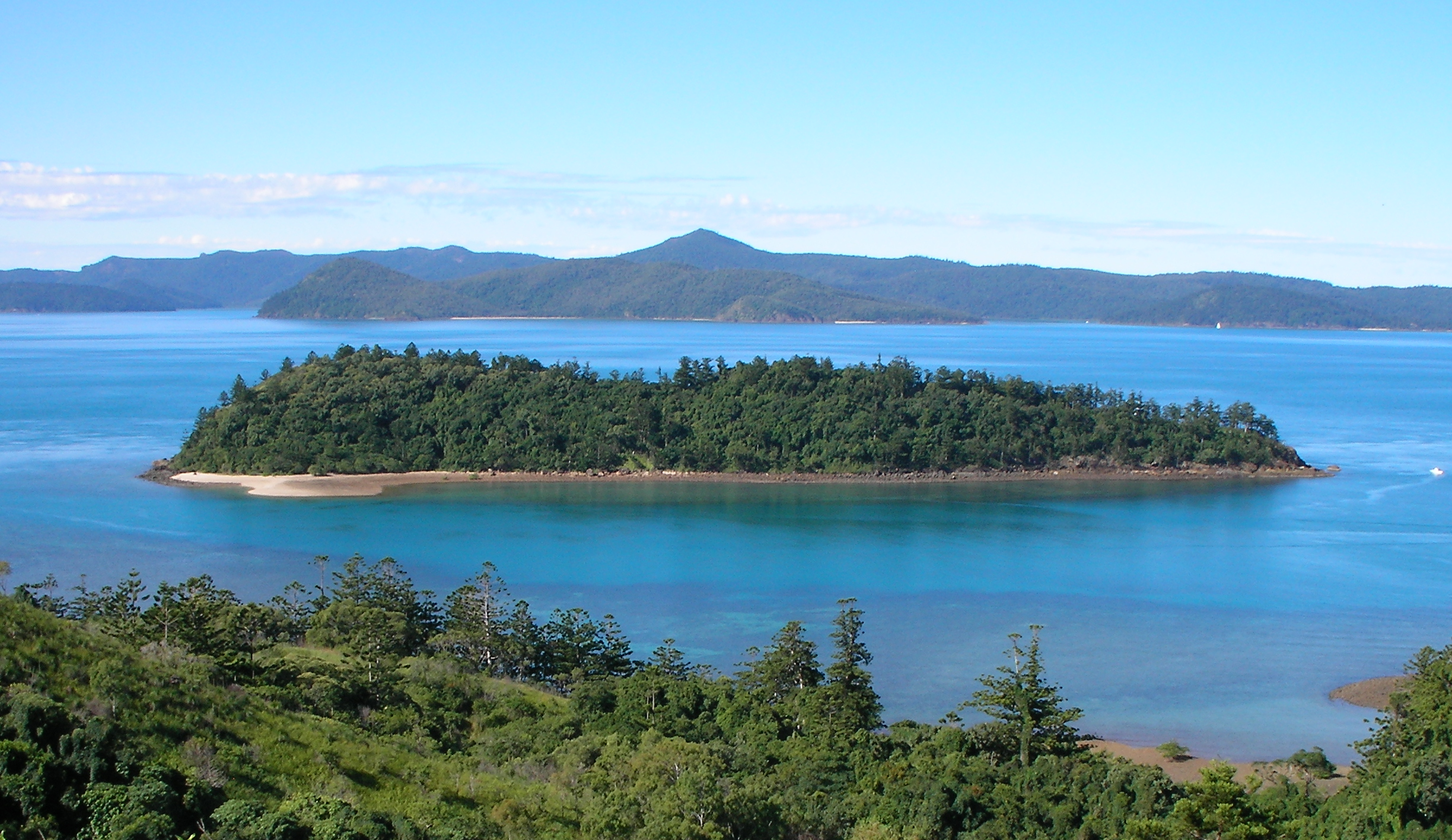
Đảo Planton
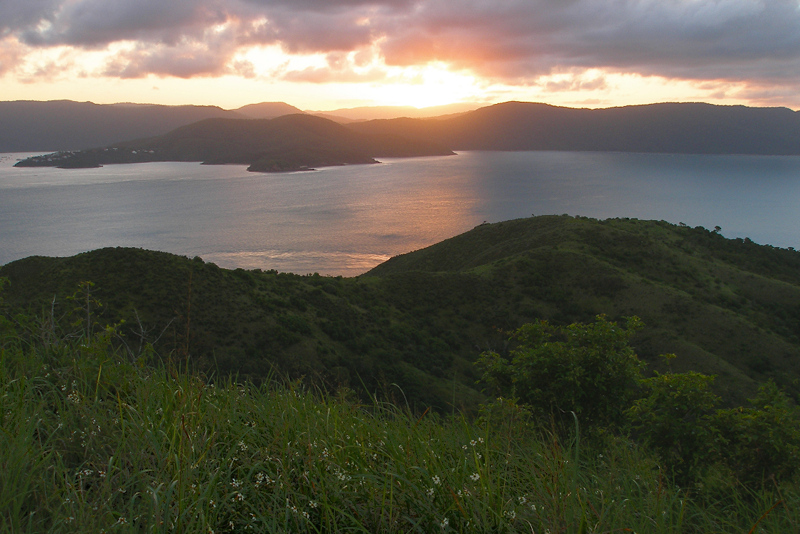
Hoàng hôn trên đất liền từ đỉnh núi Jeffreys của đảo Nam Molle.